# Shin Misawa
Shin Misawa (三沢 伸 Misawa Shin?) es un director y guionista japonés de anime. Forma parte del equipo del Studio Comet dedicándose a tareas de producción y dirección.

## Trabajos
Los créditos son como director, a menos que se indique lo contrario.
- Ashita Tenki ni Naare (serie de TV, producción)
- Ask Dr. Rin! (serie de TV)
- Capeta (serie de TV)
- Chikyū SOS Sore Ike Kororin (serie de TV, Guion)
- DT Eightron (serie de TV)
- Fire Emblem (OVA)
- Geobreeders (OVA, director de serie (2nd serie))
- Gingitsune (serie de TV)
- High School! Kimengumi (película)
- High School Mystery Gakuen Nana Fushigi (serie de TV, Guion ep.11)[3]
- Initial D (serie de TV (1.er nivel))
- Kochira Katsushika-ku Kameari Kōen-mae Hashutsujo (serie de TV)
- Meimon! Dai-san Yakyūbu (serie de TV, producción)
- Shin Megami Tensei: D Children Light & Dark (serie de TV (2002), eps.27-52)
- Tsuyoshi Shikkari Shinasai (película)